# Лишано (Асколи Пичено)
Лишано (итал. Lisciano) насеље је у Италији у округу Асколи Пичено, региону Марке.
Према процени из 2011. у насељу је живело 163 становника. Насеље се налази на надморској висини од 430 м.